# イシュワリー・ラージャ・ラクシュミー・デビー
イシュワリー・ラージャ・ラクシュミー・デビー（Ishwari Rajya Lakshmi Devi, 1907年9月 - 1983年6月27日）は、ネパール王国の第8代君主トリブバン・ビール・ビクラム・シャハの王妃。

## 生涯
1907年6月27日、インドのシータープルで誕生した。
彼女はパンジャーブのラージプートの家系である。
1919年3月、ネパール王トリブバン・ビール・ビクラム・シャハとカトマンズのナラヤンヒティ宮殿で結婚した。婚姻に際し、姉のカンティ・ラージャ・ラクシュミー・デビーとともに王国の首相チャンドラ・シャムシェル・ジャンガ・バハドゥル・ラナの養女となった。
1983年6月27日、ナラヤンヒティ宮殿で死亡した。